# Gekko boehmei
Espèce
Gekko boehmei est une espèce de geckos de la famille des Gekkonidae.

## Répartition
Cette espèce est endémique de la province de Khammouane au Laos.

## Description
Le mâle holotype mesure 227,4 mm de longueur totale dont 102,6 mm de longueur standard et 124,8 mm de queue.

## Étymologie
Cette espèce est nommée en l'honneur de Wolfgang Böhme.

## Publication originale
- Luu, Calame, Nguyen, Le & Ziegler, 2015 : Morphological and molecular review of the Gekko diversity of Laos with descriptions of three new species. Zootaxa, no 3986 (3), p. 279–306.